# اینفینیتی اسنس
اینفینیتی اسنس (Infiniti Essence) خودرویی است.طراحی آن خودروهای موتور جلو-محور عقب بوده است. سیستم جعبه‌دندهٔ آن ۶ دنده به صورت دستی است.